# Paseo de los Ingleses
El paseo de los Ingleses (en francés: promenade des Anglais) es una avenida que bordea la costa de la Bahía de los Ángeles (mar Mediterráneo), en la ciudad de Niza, Francia.

## Historia
A principios del siglo XIX era un modesto sendero pedregoso llamado Chemin des Anglais, que tenía una anchura de dos metros y conectaba la orilla derecha del río Paillon con el barrio de la Croix de Marbre. Fue construido por la comunidad inglesa que pasaba el invierno en Niza y financiado por el reverendo Lewis Way.
El anexo número 107 del Plan régulateur del Consiglio d'Ornato (patentes reales del 26 de mayo de 1832) contemplaba una ruta que bordeaba el mar desde la desembocadura del Paillon hasta el valle de Magnan. El rey Carlos Alberto concedió al municipio la libre disposición del litoral mediante las patentes del 5 de mayo de 1835. El 29 de abril de 1836, el Consejo Municipal aprobó el proyecto propuesto por el arquitecto de la ciudad, Antoine Scoffier, en el que aparece la calle, con una extensión y un diseño similares a los de la actual Promenade. En 1844, empezaron las obras de equipamiento del primer tramo de esta calle, desde la esquina sudeste de la desembocadura del Paillon hasta el valle Saint-Philippe, elevado cinco metros por encima del nivel del mar. Su anchura en ese momento era de 12 m.
En 1854-1856, la calle recibió el nombre de Promenade des Anglais y se prolongó hasta Magnan, según el proyecto del arquitecto François Aune. Entonces se efectuaron importantes obras: se amplió 11 m la calzada para formar una avenida con dos filas de árboles. El paseo se prolongó hasta Sainte-Hélène en 1878, hasta Carras en 1882, y finalmente hasta Var en 1903.
Las villas originales y sus jardines fueron destruidos poco a poco y sustituidos por palacios, hoteles, casinos y edificios residenciales. La creciente circulación de los automóviles empezó a plantear problemas desde los años 1920. En 1929-1931 el municipio hizo importantes obras de ensanchamiento entre la Ópera y el bulevar Gambetta, que dieron a la calle su aspecto actual. En 1949-1953 continuaron las obras entre el bulevar Gambetta y la Avenue Ferber.
El paseo de los Ingleses es actualmente víctima de la circulación de automóviles. En algunas secciones, parece una autopista urbana con cuatro carriles en dos direcciones.

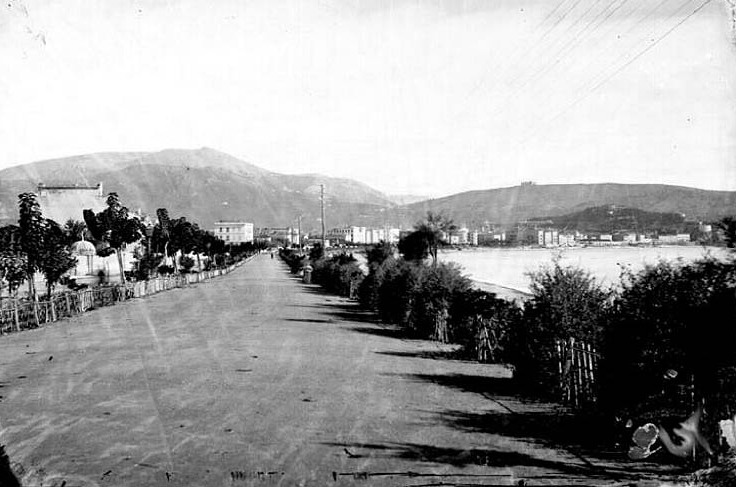
Desde el valle de Magnan en 1863.

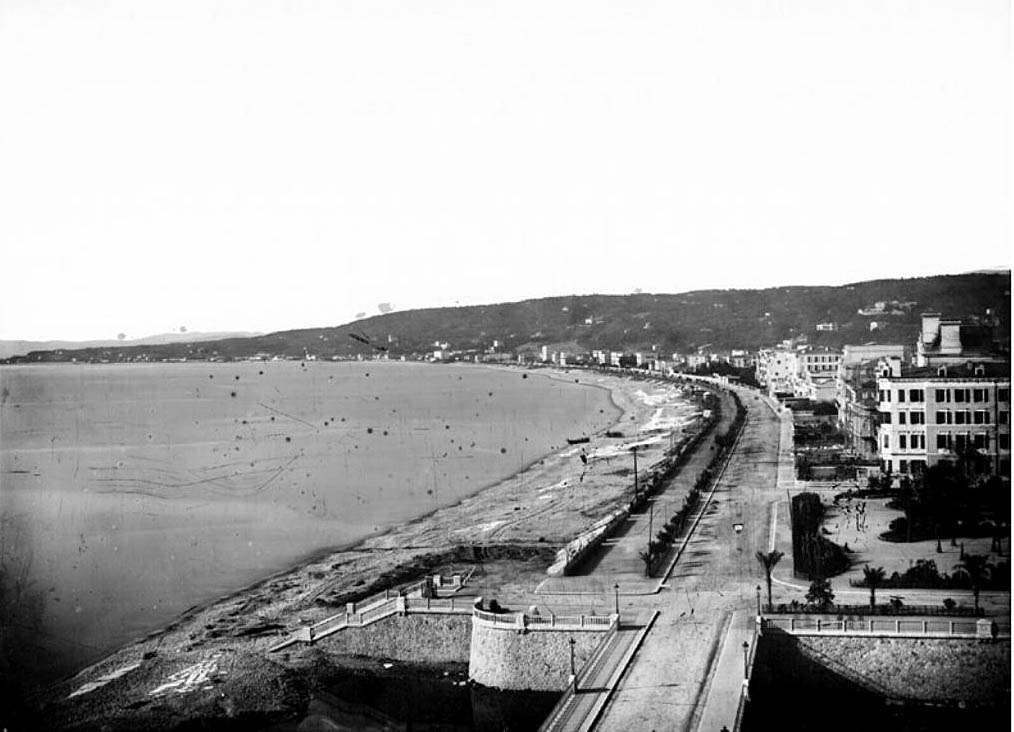
El inicio de la Prom en 1865.

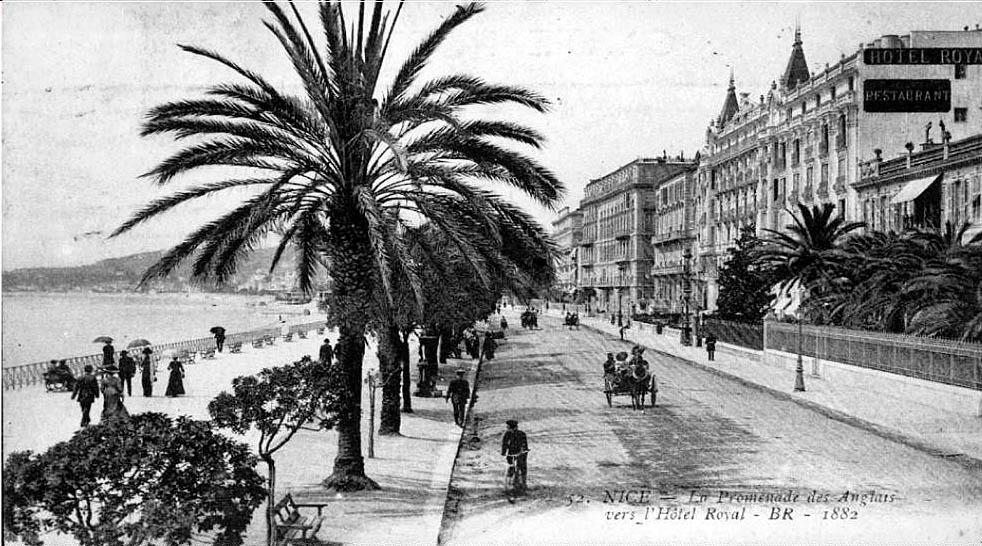
La Promenade en 1882.

### Atentado de 2016
El 14 de julio de 2016, en el marco de los festejos por el Día Nacional de Francia, esta avenida fue sede de un ataque terrorista perpetrado por el Estado Islámico. En la que Mohamed Lahouaiej Bouhlel, un terrorista de origen tunecino y radicado en Francia, avanzó con un camión a través del paseo y embistió a la multitud que se encontraba celebrando en el lugar. El autor del hecho condujo cerca de dos kilómetros, antes de ser abatido por la policía. El suceso dejó un saldo de 86 muertos y 434 heridos.

## En la actualidad
Muchos llaman a la calle Promenade por brevedad, o incluso la Prom’.
En la actualidad, el paseo de los Ingleses es uno de los lugares de visita imprescindibles de Niza. Se ha convertido en un lugar de reunión para todos los amantes de los patines. También es un lugar privilegiado para los que practican jogging, que se benefician de una ligera brisa marina. En la acera sur se ha creado un carril bici, que es la calle más rápida para atravesar la ciudad en bicicleta de este a oeste.
Además de eventos y festividades (Carnaval de Niza, batallas de flores, etc.), la Promenade es conocida por sus chaises bleues ("sillas azules") y sus pérgolas, propicias para un farniente mediterráneo y la contemplación de la bahía de los Ángeles.

## Carriles

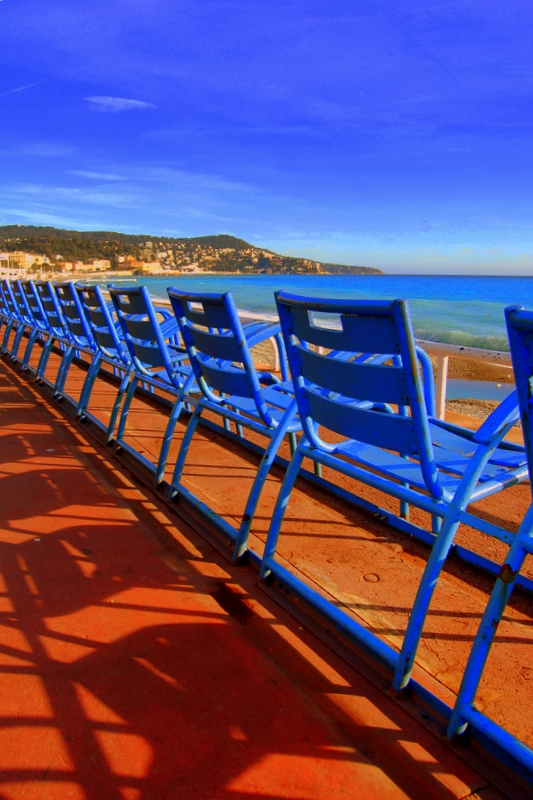
Las sillas azules de la Prom'.

A menudo se designa "vía norte" a los carriles del paseo de los Ingleses que van en dirección oeste (lado de la ciudad), y "vía sur" a los que van en dirección sur (lado del mar).
La vía norte tiene durante casi su totalidad en tres carriles, salvo a la altura del aeropuerto, donde tiene cuatro.
Por su parte, la vía sur ha sido remodelada en 2007-2008. Tiene tres carriles (cuatro en algunos tramos). El estacionamiento se ha desplazado a la acera central y en el lado del mar se construyó un carril bici, entre el aeropuerto y la Fondation Lenval. Antes de 2007, era una verdadera "autopista urbana" al lado del mar con seis carriles a la altura del aeropuerto, cinco entre Haliotis y el Hôpital Lenval, cuatro de Lenval a los alrededores de Grosso / Gambetta, y tres carriles hasta su final, en el Quai des États-Unis.

## Urbanismo
Esta inmensa avenida cuenta con edificios de gran interés arquitectónico. Está pavimentada en color marrón claro; además, tiene quioscos y pérgolas que bordean los 8 km de playa y farolas de diseño único. Estas farolas también sirven de balizas para la aproximación de los aviones. Cuando sopla el viento del oeste, los aviones deben aproximarse en curva y alinearse con las pistas respetando el camino luminoso para no sobrevolar la ciudad. Esos días, desde las famosas sillas azules, se puede observar el baile de los aviones a baja altura por encima de toda la longitud de la Promenade en dirección al segundo aeropuerto de Francia.
El ayuntamiento de Niza ha decidido reducir en un carril la calzada sur entre Haliotis y Grosso en beneficio de un carril bici.

## Edificios que rodean el paseo de los Ingleses
Como la calle solo está rodeada de terreno en el lado norte, la numeración (que avanza en sentido este-oeste) era originalmente continua en lugar de ir de dos en dos, pero posteriormente se hizo que avanzara de número impar en número impar.
Los primeros palacios (Royal, Negresco…) y la Ópera tenían sus fachadas hacia el norte, en la Rue de France, dando la espalda al paseo: Niza era estación de invierno y se apreciaba la dulzura del clima y su estación seca en invierno, no el mar. De aquí también procede el nombre de "Promenade des Anglais", peyorativo. Se debe entender por el camino donde solo los ingleses están locos por pasear por allí.

### Lista de edificios
- n° 1: Hôtel Méridien con el Casino Ruhl.
- n° 3: Savoy Palace, diseñado por el arquitecto H. Aubert en 1953. Tiene otra entrada en el 5 de la Rue Halévy. Savoy es el nombre inglés de Saboya y perpetuó aquí una larga tradición de hoteles y residencias confortables que quizá se remonta al hotel que tenían en Londres en la Edad Media varios príncipes de la Casa de Saboya.
- n° 15: Palais de la Méditerranée. En esta ubicación había antes un palacio veneciano; rodeado de una parcela, este palacio fue vendido en 1927 y demolido posteriormente. En su lugar se construyó el célebre Palais de la Méditerranée que fue inaugurado el 10 de enero de 1929 y diseñado por el arquitecto Charles Dalmas. Tras la desaparición misteriosa de su heredero Agnès Le Roux en octubre de 1977, el casino cerró sus puertas y el palacio se abandonó y posteriormente se demolió, excepto la fachada, catalogada monument historique el 18 de agosto de 1985. El Palais de la Méditerranée fue reconstruido, conservando la fachada art déco. En 2004 reabrieron un casino y un hotel. Sobre los terrenos del antiguo Palais de la Méditerranée también se construyeron viviendas y en particular Le Palace en el 3 de la Rue de Congrès.
- n° 19: Palais de France (la Rue de France es paralela al paseo de los Ingleses)
- n° 27: Hôtel Westminster.
- n° 29: Palais Fiora
- esquina con la Rue de Rivoli: entrada del antiguo jardín de la Villa Masséna del 65 de la Rue de France. Se ha suprimido la parte central del terraplén que separaba el jardín del paseo de los Ingleses y que servía de belvedere.
- n° 31: El Hôtel West-end.
- n° 37: El Hôtel Négresco.
- n° 52: El Palais Marie-Gabrielle
- n° 53: El Palais Mary, proyectado por el ingeniero y arquitecto Kevork Arsenian y el ingeniero Giraud.
- n° 59: El hotel Sheraton Élysée Palace.
- n° 65: El Centre universitaire méditerranéen (CUM).
- n° 83-85: El Palais d'Orient, construido en 1962 y diseñado por los arquitectos G. & M. Dikansky y DESA.
- n° 113: El Palais de l'Agriculture, restaurado entre 2006 y 2010. Este edificio, construido en 1960, pertenece a la Sociedad Central de Agricultura, Horticultura y Aclimatación de Niza y los Alpes Marítimos, una sociedad científica creada en 1860.
- n° 123: El Palais Marie-Christine.
- n° 129 bis: El Palais Monty, que tiene otra entrada en el 19 de la Avenue de la Californie.
- n° 167: La Couronne y el Palais La Couronne. Tiene una entrada secundaria en el 75 de la Rue de la Californie con la indicación G. Dikansky 1927.
- n° 193-195: El Palais Ascot.
- n° 197: El Palais La Mascotte, diseñado por el arquitecto Sorg en 1930.
- n° 219: El Palazzo del Sol, mezcla entre el español palacio del sol y el italiano palazzo del sole.
- n° 223: El Hôtel Radisson SAS
- n° 245: El Palais de la Mer
- n° 393: EDHEC Business School y la École supérieure de management des entreprises.
- n° ??? (cerca del 400): «Nice 400», proyecto inmobiliario que engloba la iglesia Notre-Dame-de-Lourdes (situada en el 91 del bulevar Réné-Cassin).
- n° 455: El distrito financiero L'Arenas